# Buckinghamshire New University
Buckinghamshire New University, ook bekend als Bucks New University, is een openbare universiteit met campussen in High Wycombe, Buckinghamshire en Uxbridge, Middlesex, Groot-Brittannië.
De instelling werd in 1891 opgericht als de School of Science and Art, en is sindsdien namen gehad als het Wycombe Technical Institute, het High Wycombe College of Technology and Art en het Buckinghamshire College of Higher Education. Het was een university college van 1999 tot 2007, waarna de instelling de status van universiteit kreeg.
Aan de universiteit kan men enkele bijzondere opleidingen volgen, zoals de opleiding tot piloot in de commerciële luchtvaart, film- en televisieproducent en muziekmanagement.